# Boenasa polyphron
Boenasa polyphron là một loài bướm đêm thuộc phân họ Arctiinae, họ Erebidae.